# Disney Channel
Disney Channel è un canale televisivo a pagamento statunitense, specializzato nella programmazione per bambini, adolescenti e famiglie grazie alle serie televisive ed ai film prodotti dalla casa. Il canale, presente sia sul satellite che sulla TV via cavo, è gestito da Disney Branded Television, una unità di Disney General Entertainment Content, divisione della The Walt Disney Company. Gli studi televisivi della rete vengono ospitati a Burbank, California, negli Stati Uniti. Disney Channel ha cominciato a trasmettere nel formato dell'alta definizione il 19 marzo 2008.

## Storia

### 1977-1983
Nei primi mesi del 1977, Jim Jimirro della Walt Disney Productions avanzò la proposta di creare un canale via cavo con materiale dallo studio. Dal momento che la società era però incentrata sull'Epcot Centre, l'allora presidente della Disney, Card Walker, rifiutò tale proposta. In seguito, la Disney cercò nuovamente nel 1982 di collaudare il progetto, formando una partnership con la piattaforma satellitare Group W, ma entrambe non giunsero mai a rapporti concreti. Così, alla fine del 1982, finalmente il progetto di Disney Channel iniziava finalmente a prender vita, sotto la buona luce del suo primo presidente Alan Wagner. In seguito la Disney investì la cifra di 11 milioni di dollari su due trasponder di Galaxy 1, e di 20 milioni di dollari sul palinsesto del canale.
Nel 1983, la Walt Disney Productions diede il comunicato ufficiale dell'inizio delle trasmissioni. Disney Channel venne lanciato il 18 aprile 1983 alle ore 07:00 con il programma Good Morning, Mickey!.

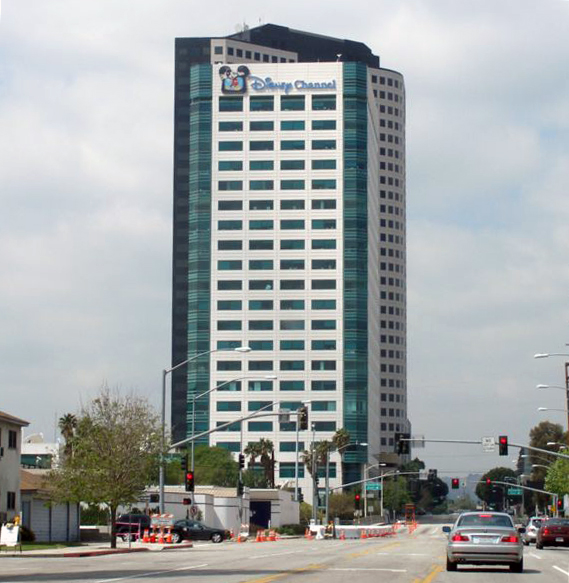
La sede principale di Disney Channel.

Nei primi mesi di vita, Disney Channel era un canale premium che offriva i suoi programmi per 18 ore al giorno, dalle 7 del mattino fino all'1 di notte. Il programma che ha dato il via al palinsesto del primo giorno è stato il Mickey Mouse Club. Altre serie televisive trasmesse da Disney Channel nel giorno della sua apertura furono Good Morning, Mickey!, Welcome to Pooh Corner e You and Me Kid.
Nelle prime ore della notte venivano trasmessi alcuni classici come The Adventures of Ozzie and Harriet. Il canale ricevette una speciale citazione dal presidente degli Stati Uniti Ronald Reagan nel 1984. Nel dicembre 1986, Disney Channel iniziò a trasmettere 24 ore al giorno: durante questo periodo trasmise diverse produzioni straniere come Asterix, The Raccoons, e Paddington Bear.

### 1983-1997
Durante gli anni 1980, Disney Channel cominciò a trasmettere programmi che più avanti sarebbero diventati dei veri cult nella storia della televisione. Più tardi, nel 1986, la serie televisiva Kids Incorporated divenne un successo fenomenale: le avventure di un gruppo di amici che formano un gruppo pop, destreggiandosi tra vita normale e fama. Durante i suoi nove anni di messa in onda, la serie ha avuto diverse stelle come ospiti speciali, tra cui Martika (che andò nello show col suo vero nome Marta Marrero), gli attori della serie televisiva Cinque in famiglia Scott Wolf e Jennifer Love Hewitt (accreditata a quei tempi come Love Hewitt) e infine Stacy Ferguson (meglio conosciuta come Fergie).
All'inizio del 1989, Disney Channel trasmise per la prima volta in assoluto il The All-New Mickey Mouse Club, che si rivelò un successo incredibile e inaspettato che tenne incollati davanti agli schermi milioni di telespettatori per assistere alle performance dei loro ragazzi preferiti. Ragazzi che, una volta cresciuti, divennero nientedimeno che delle star a livello mondiale: artisti come Christina Aguilera, Britney Spears, Justin Timberlake, JC Chasez, Ryan Gosling e Keri Russell.

### 1997-2002
Nel 1997, Disney Channel decise di cambiare il suo stile grafico e di far cadere l'articolo "The" dal nome della rete (anche se spesso i promo vedevano comparire solo la scritta "Disney" e spesso il "Channel" veniva omesso), e divise quest'ultima in tre blocchi di programmazione: Playhouse Disney, per i bambini piccoli; Vault Disney, per tutti gli appassionati delle serie firmate Disney come Zorro, The Mickey Mouse Club, e Un Maggiolino tutto matto; e il blocco più famoso per gli adolescenti, in onda dal pomeriggio fino a tarda sera, chiamato Zoog Disney. In quest'ambito viene introdotto un nuovo logo (che vedeva raffigurato Topolino su una televisione con due orecchie). Sempre in questo periodo vengono introdotte, durante qualsiasi serie, delle piccole pause (non pubblicità commerciali, ma dei promo creati dalla rete).
Dopo il cambio del canale nel 2002, il marchio "Zoog" si fuse insieme a Disney Channel, mentre il blocco Vault Disney scomparve integralmente (per dare una immagine più innovativa al canale).
In questo periodo venne data inoltre molta importanza alle serie originali create da Disney Channel: prima tra tutte Flash Forward nel 1997, continuando poi con i show Il famoso Jett Jackson, So Weird - Storie incredibili, Even Stevens, Kim Possible e Lizzie McGuire che ha portato al successo Hilary Duff, poi divenuta una famosa cantante e attrice.

### 2002-2007
Nel novembre 2002, Disney Channel fu nuovamente rimodernato nella grafica, ma anche nei contenuti. Tutte le vecchie serie che appartenevano al blocco Vault Disney vennero tolte dal palinsesto, ed i film invece vennero ridotti ad uno per sera (anziché due). Inoltre si iniziò con la produzione di serie comiche e di cartoni animati, che Disney Channel proponeva durante l'anno (di solito erano due o tre programmi annuali). Il nuovo logo venne introdotto il mese successivo.
Anne Sweeney, una veterana del cavo esecutivo, assunse il controllo della Disney-ABC Television Group nel 2004 e rapidamente portò avanti il progetto di una completa modernizzazione di Disney Channel. La strategia di Sweeny era molto semplice, ma allo stesso tempo molto elaborata: far scoprire e amare nuovi talenti del mondo della musica e della TV agli adolescenti di tutto il paese.
Quindi, mentre inizialmente il target di Disney Channel vedeva protagonisti prevalentemente i bambini e le loro famiglie, il canale iniziò ad avere così tanta popolarità che venne preferito ad altri canali anche dagli adolescenti. Diventarono così molto famose le sue serie televisive, e grazie ad esse, Disney Channel è uno dei canali via cavo più visti negli Stati Uniti, con picchi di ascolto che toccano anche i tre milioni di telespettatori (risultati impressionanti per la televisione via cavo).
Nel 2004 fa il suo debutto Disney la serie Phil dal Futuro.
Nel 2005, Raven divenne la serie TV di Disney Channel più vista di tutti i tempi e la prima ad avere uno spin-off (Cory alla Casa Bianca). Sempre nel 2005 inizia la serie televisiva di grande successo Zack e Cody al Grand Hotel.
Nel 2006, il telefilm Hannah Montana fece raggiungere al canale l'apice del successo e contribuì al successo internazionale della sua protagonista, Miley Cyrus.
Nello stesso anno viene proposto anche il film Disney High School Musical, che ottiene un grande successo in tutto il mondo e contribuisce a lanciare le carriere di giovani attori come Zac Efron, Vanessa Hudgens e Ashley Tisdale. In seguito a tale successo vengono prodotti altri due film, uno per la tv e l'altro per il cinema.

### 2007-2013
Puntando sulla produzione di film e serie TV per ragazzi, Disney Channel è ad oggi il canale per ragazzi più visto negli Stati Uniti.
Il 2007 è stata una grande annata per Disney Channel, première di nuovi film, High School Musical 2, e Jump In!, il lancio di due nuove serie esclusive; I maghi di Waverly con protagonista Selena Gomez, e la prima serie composta da corti, As the Bell Rings. Il 2007 fu anche la prima volta di uno spin-off Cory alla Casa Bianca.
Il 2008 è invece riconosciuto per la partenza di serie come Phineas e Ferb, Brian O'Brian, e Zack e Cody sul ponte di comando, spin-off di Zack e Cody al Grand Hotel, e di film come Gli esploratori del tempo, Cheetah Girls: One World e Camp Rock con Demi Lovato e i Jonas Brothers. Sempre nel 2008 debutta su Disney Channel la famosissima telenovela argentina Il mondo di Patty.
Nel 2009, a febbraio Disney Channel ha lanciato la serie Sonny tra le stelle (la prima ad esser girata interamente in alta definizione) con protagonisti Demi Lovato e Sterling Knight; mentre a maggio ha lanciato Jonas con i Jonas Brothers.
I film principali del 2009 sono invece stati: Un papà da salvare con un cast composto da tutti attori provenienti da serie televisive del canale come Emily Osment, David Henrie, Moisés Arias, Jason Earles, e Phill Lewis; Pete il galletto con Jason Dolley, Mitchel Musso, Tiffany Thornton e Brian Stepanek; Programma protezione principesse con Demi Lovato e Selena Gomez; l'adattamento della serie I maghi di Waverly nel film Wizards of Waverly Place: The Movie.
Nel 2010 iniziano due nuove serie: A tutto ritmo con Zendaya e Bella Thorne e Buona fortuna Charlie, che si concludono poi rispettivamente nel 2013 e nel 2014.
Nel 2011 terminano altre tre serie portanti del canale. La prima è Hannah Montana (per l'occasione trasmessa con il nuovo titolo Hannah Montana Forever), Sonny tra le stelle, interrotta bruscamente a causa di problemi di salute della protagonista Demi Lovato e rimpiazzato con So Random!, e Zack e Cody sul ponte di comando. Non mancano nuovi film come Zack & Cody - Il film, Lemonade Mouth, e Phineas e Ferb: Il film - Nella seconda dimensione, Buona fortuna Charlie - Road Trip Movie. Sempre nel 2011 abbiamo uno dei film cioè Sharpay's Fabulous Adventure che vede come protagonista Ashley Tisdale dopo tre anni dalla fine della saga di High School Musical. Nasce la serie A.N.T. Farm - Accademia Nuovi Talenti, una serie composta da tre stagioni che si conclude nel 2014.Sempre nel 2011 vengono create le serie Jessie con Debby Ryan e Austin & Ally con Ross Lynch e Laura Marano, che hanno avuto e hanno ancora molto successo in tutto il mondo. Entrambe raggiungono le quattro stagioni, facendo così delle serie la quinta e la sesta a raggiungere quella meta nel canale.
Dal 14 maggio 2012 è la volta della telenovela argentina Violetta, che è stata trasmessa fino all'inizio del 2015, ed era tra le serie Disney ad avere avuto più successo nel mondo. Nell'autunno dello stesso anno viene presentata al pubblico americano la serie Dog with a Blog, sitcom dedicata alla famiglia.

### 2013-in corso
Nel 2013, viene trasmessa la serie Liv e Maddie con star Dove Cameron, e il film Teen Beach Movie con protagonisti Ross Lynch di Austin & Ally e Maia Mitchell. Inoltre, in quest'anno debutta Topolino, una serie animata che comprende dei corti ispirati all'omonimo personaggio Disney.
Nel 2014 Disney Channel decide di cambiare grafica e si affida ad una ditta tedesca. Per la prima volta nel logo, non compaiono le famose orecchie di Topolino, anche se vengono piazzate sul puntino della "i" della scritta Disney. In quest'anno, vengono ideati tre nuovi film, ossia: Cloud 9 con Dove Cameron, Come creare il ragazzo perfetto con China Anne McClain di A.N.T. Farm, Zapped - La nuova vita di Zoey con star Zendaya. Sempre nel corso dell'anno vengono trasmesse la serie Non sono stato io, Girl Meets World, quest'ultima, oltre a vedere come star Rowan Blanchard e Sabrina Carpenter, è lo spin-off e seguito della serie ABC degli anni 1993 e 2000, Crescere, che fatica! e l'apparizione di Evermoor, una miniserie britannica composta da quattro episodi, la quale successivamente cambia nome in Le cronache di Evermoor.
Nel 2015 arrivano 3 nuove serie: K.C. Agente Segreto con star Zendaya di A tutto ritmo, Best Friends Whenever e BUNK'D, spin-off della serie Jessie. Inoltre arrivano quattro nuovi film: Capelli ribelli con Laura Marano, Teen Beach 2, sequel di Teen Beach Movie, Descendants con Dove Cameron e Mia sorella è invisibile! con Rowan Blanchard. Con la messa in onda di Descendants, che ha raggiunto un alto numero di ascolti, è stata introdotta una nuova serie di corti intitolata Descendants: Wicked World.
L'undici maggio 2015 arriva anche una serie tutta italiana Alex & Co, che è la prima serie Disney italiana da avere successo tanto che viene trasmessa anche in altri paesi.
Con la conclusione di alcune serie di maggior successo come Jessie, Austin & Ally, Dog with a Blog e Non sono stato io, dal 2016 arrivano 3 nuove serie targate Disney come Harley in mezzo, Bizaardvark e Elena di Avalor. Non mancano i film: il 24 giugno 2016 viene presentato al pubblico americano il 100° film del canale Adventures in Babysitting con protagoniste Sabrina Carpenter e Sofia Carson e per l'occasione, dal 27 al 31 maggio, l'omonimo canale trasmette alcuni dei film Disney per la televisione più famosi.

## Disney Channel in alta definizione
Disney Channel ha iniziato a trasmettere in alta definizione negli Stati Uniti il 2 aprile 2008 su DirecTV e il 7 aprile successivo su Comcast.
In Europa la prima nazione ad avere un canale Disney in alta definizione è stata la Francia con il simulcast di Disney Cinemagic (in onda dall'inizio del 2008); lo stesso canale ha iniziato a trasmettere anche in Regno Unito alla fine del medesimo anno, in Portogallo ed in Germania nel 2009. Il 1º febbraio 2012 l'alta definizione arriva anche in Italia con il lancio di Disney Channel HD.
Attualmente nel Regno Unito, fruibile attraverso la piattaforma Sky viene trasmesso inoltre Disney XD HD che propone numerosi prodotti del canale come Phineas e Ferb, Kick Chiapposky: Aspirante Stuntman e Zeke e Luther in alta definizione.

## Film
Disney Channel produce film appositamente per il canale, dal 1997 pubblicizzati come Disney Channel Original Movie.
Tra le pellicole di maggior successo si cita High School Musical 2, che ha superato con una media di 17 milioni di spettatori il film Jump In!. Anche se il film che ha avuto successo in tutto il mondo e forse anche il più pubblicizzato e conosciuto è stato High School Musical il quale ha vinto il premio Emmy Awards come Film preferito dai ragazzi, 3,5 milioni di copie con la sua colonna sonora e 2 milioni di copie con il DVD. Tra i più noti troviamo anche Camp Rock. Un altro di grande successo del 2011 è La favolosa avventura di Sharpay.
Oltre a questi prodotti da Disney Channel, la versione statunitense ha mandato in onda anche diversi film che hanno spopolato nelle classifiche cinematografiche come Harry Potter e la pietra filosofale, Harry potter e la camera dei segreti (prodotti dalla Warner Bros.), e i due film di Stuart Little della Columbia.
Il canale insomma ha lanciato programmi diventati veri e propri cult cinematografici per i bambini e gli adolescenti di tutto il mondo. Vanno ricordati a tal proposito i due film di successo, High School Musical 3: Senior Year e Hannah Montana: The Movie che sono stati ispirati dai più riusciti prodotti di Disney Channel degli ultimi tempi.

## Loghi

Logo utilizzato negli Stati Uniti dal 1983 al 1997.
Logo utilizzato dal 1997 al 2002.
Versione alternativa del logo utilizzato dal 1999 al 2002.
Logo utilizzato dal 2002 fino al 2010.
Logo utilizzato dal 2010 fino al 2014.
Logo usato dal 2014 al 2017.
Logo utilizzato dal 2017 al 2019.
Logo utilizzato dal 2019 al 2024.
Logo in uso dal 2024.